# Lửa ấm
Lửa ấm là một bộ phim truyền hình được thực hiện bởi Trung tâm Phim truyền hình Việt Nam, Đài Truyền hình Việt Nam do Đào Duy Phúc làm đạo diễn. Phim phát sóng vào lúc 21h00 từ thứ 2 đến thứ 6 hàng tuần bắt đầu từ ngày 1 tháng 10 năm 2020 và kết thúc vào ngày 15 tháng 12 năm 2020 trên kênh VTV1.

## Nội dung
Lửa ấm xoay quanh câu chuyện về gia đình Minh và Thủy khi Khánh Ngọc - người yêu cũ của Minh cũng là cô bạn gái thân thiết của Thủy - đột ngột từ nước ngoài trở về. Ngọc tiết lộ bí mật về đứa con chung của cô với Minh khiến tất cả đều bàng hoàng. Bà Mai, mẹ Minh, vốn có cảm tình với Ngọc từ trước, nay càng có nhiều xung đột hơn với con dâu.
Minh là đội trưởng đội Phòng cháy chữa cháy, Thủy là bác sĩ cấp cứu, hai con người bản lĩnh, trách nhiệm, hàng ngày đối mặt với sống - chết, được - mất. Họ không ngại hy sinh, giành lại sự sống, bảo vệ hạnh phúc cho người khác, nhưng lại chông chênh, thiếu kinh nghiệm trong việc bảo vệ hạnh phúc của chính gia đình mình.
Rất may mắn khi Minh và Thủy luôn có sự đồng hành của những người anh em cùng chí hướng, thấu hiểu lẫn nhau. Tiến và Hoàng - hai chàng lính cấp dưới cùng vào sinh ra tử với Minh. Bác sĩ Văn, bác sĩ Khánh - người thầy, người đồng nghiệp của Thủy. Họ đã luôn bên cạnh san sẻ và tiếp thêm niềm tin cho Minh và Thủy trước mọi biến cố.
Minh, Thủy, Tiến, Hoàng, ông Văn hay Khánh, mỗi người đều có những nỗi niềm, những vấn đề trong cuộc sống, những nuối tiếc trong nghề nghiệp... nhưng họ có chung một đam mê đó là "luôn sống vì người khác".
Sau khi chứng kiến những mất mát, chấp nhận hai chữ "hy sinh", liệu họ có còn giữ được lửa đam mê với nghề? Hạnh phúc có còn sau những tổn thương và sứt mẻ niềm tin? Những chiến sĩ thép sau lớp áo màu xanh tím than, những người hùng áo trắng có thể là anh hùng đưa tổ ấm của mình vượt qua những giông bão đời thường?

## Diễn viên

### Diễn viên chính
- Trương Minh Quốc Thái trong vai Thiếu tá Trương Quốc Minh
- Đỗ Thúy Hằng trong vai Thủy
- Thu Quỳnh trong vai Khánh Ngọc
- Lan Hương trong vai Bà Mai
- Trọng Trinh trong vai Ông Văn
- Tô Dũng trong vai Đại uý Tô Minh Tiến
- Mạnh Quân trong vai Thượng uý Nguyễn Mạnh Hoàng

### Diễn viên phụ
- Nguyễn Kim Oanh trong vai Hiền
- Tiến Lộc trong vai Khánh
- Kim Ngọc trong vai Kha
- Trần Việt Hoàng trong vai Trung sĩ Hoàng Nam Hải
- Hằng Nga trong vai Mai Anh
- Tiến Quang trong vai Quang
- Anh Thư trong vai Oanh
- Đình Chiến trong vai Bác xe ôm
- Quốc Quân trong vai Hách
- Thu Hương trong vai Vợ Hách
- Nguyễn Ngọc Anh (Ngọc Anh Berry) trong vai Diễm
- Việt Hoa trong vai Đào
- Phạm Ngọc Anh trong vai Vân
- Dương Khánh trong vai Long
- Thu An trong vai Bà Kế
- Phương Hạnh trong vai Bà Thoa
- Quỳnh Châu trong vai Bác sĩ Yến
- Thế Bình trong vai Ông Đức
- Hồng Lam trong vai Mẹ Kha
- An Ninh trong vai Bố Kha
- Thùy Liên trong vai Mẹ Đào
- Tiến Việt trong vai Định
- Lâm Tùng trong vai Trường
- Trần Thanh trong vai Thanh - Đội PCCC
- Hoàng Mèo trong vai Túc - Đội PCCC
- Hoàng Chúc trong vai Chúc - Đội PCCC
- Bùi Cảnh trong vai Tùng - Đội PCCC

Cùng một số diễn viên khác...

## Tranh cãi

### Tuyên truyền thông tin sai lệch
Tại buổi giao ban báo chí chiều 24 tháng 11 năm 2020, TS Lã Thị Lan, phó giám đốc Trung tâm Kiểm soát bệnh tật thành phố Hà Nội (CDC Hà Nội), cho biết trong tập 36, 37 của bộ phim Lửa ấm đang phát trên VTV1 đã có những sai sót nghiêm trọng về kiến thức đối với phơi nhiễm HIV/AIDS.
Cụ thể, theo TS Lan, trong tập 36 và 37 chiếu cảnh một chiến sĩ cảnh sát phòng cháy chữa cháy bế người bị tai nạn giao thông đến bệnh viện và sau đó, bác sĩ nói anh đã bị phơi nhiễm HIV là chưa chuẩn xác. Tiếp đó, theo bà Lan, chi tiết xử lý phơi nhiễm HIV trong bộ phim bị làm sai một cách nghiêm trọng: "Theo cảnh phim, sau khi chìa ra kết quả của bệnh nhân dương tính với HIV, các bác sĩ trao đổi với nhau và cho rằng nữ bác sĩ tiếp xúc với bệnh nhân đã bị phơi nhiễm HIV nên phải cách ly hai ngày để phòng chống lây nhiễm HIV ra ngoài cộng đồng; thậm chí, trong cảnh phim trên, người nhà của nữ bác sĩ còn rất hoảng hốt vì tưởng "phơi nhiễm HIV là chết đến nơi" và cô bác sĩ này cũng nhắn tin cho con "như là lần cuối"".
TS Lã Thị Lan cũng cho rằng những người làm phim hiểu sai nghiêm trọng về phơi nhiễm, xử lý phơi nhiễm... Việc phim cho nhân vật có dấu hiệu bị phơi nhiễm đi cách ly là lỗi sai rất nghiêm trọng, có thể khiến người xem hiểu lầm và sợ bệnh HIV quá mức cần thiết.

## Đánh giá
Theo báo Lao Động, "Dù được kỳ vọng sẽ mang đến những thước phim có ấn tượng, đầy giá trị nhân văn đến cho khán giả. Tuy nhiên, sau khi lên sóng, phim không như khán giả mong đợi. Nhiều người đánh giá phim nhạt và khá đuối, thậm chí nhiều chỗ phim còn khiến người xem khó chịu. Diễn biến phim chậm và dễ đoán, cách thể hiện cứng nhắc của các diễn viên khiến người xem cảm thấy mất kiên nhẫn".
Cũng trên trang Fanpage chính thức, phim đã nhận được nhiều ý kiến phê bình từ những khán giả đã và đang xem phim: "Phim không đạt yêu cầu của phim chính luận trên VTV1", "Nhân vật nam chính là chiến sĩ công an phòng chữa cháy nhưng tâm lý ngô nghê, không hiểu thương vợ, không tách bạch vấn đề tình cảm"...
"Phim đang đề tài ca ngợi bác sĩ với cảnh sát phòng cháy chữa cháy mà chuyên sâu vào tiểu tam chen ngang chèn dọc vào làm mất giá trị của phim thật là đáng tiếc".